# Hyposoter lymantriae
Hyposoter lymantriae är en stekelart som beskrevs av Joseph Augustine Cushman 1927. Hyposoter lymantriae ingår i släktet Hyposoter och familjen brokparasitsteklar. Inga underarter finns listade i Catalogue of Life.